# Gustavo González Prieto
Gustavo González Prieto (15 de julio de 1942) es un ingeniero agrónomo peruano.

## Biografía
Estudió Ingeniería agrónoma en la Universidad Nacional Agraria La Molina, en la cual obtuvo el título de ingeniero agrónomo en 1963. Realizó estudios de especialización en Desarrollo Agrícola en el Istituto agronomico per l'oltremare de Florencia, Italia así como de Desarrollo Económico en la Universidad Nacional Mayor de San Marcos y obtuvo un Master en Economía en la Universidad Estatal de Carolina del Norte.
En 1971 ingresó a trabajar en el Instituto Nacional de Planificación, en el cual fue Asesor de la Alta Dirección, Director de Planificación Económica y finalmente en 1979, Director Técnico, con rango de Viceministro de Estado.
Se ha desempeñado como consultor en organismos internacionales como el Banco Interamericano de Desarrollo, la Conferencia de las Naciones Unidas sobre Comercio y Desarrollo, el Banco Mundial, el Instituto Interamericano de Cooperación para la Agricultura, el Programa de las Naciones Unidas para el Desarrollo y The Nature Conservancy.
Se desempeñó como docente en la Universidad Nacional Agraria La Molina

## Actividad pública
En setiembre de 1990 fue designado como Viceministro de Economía por el presidente Alberto Fujimori, ejerció el cargo hasta setiembre de 1991. Como tal, participó en las negociaciones con el Banco Interamericano de Desarrollo y el Fondo Monetario Internacional para el retorno del Perú a los mercados financieros y comerciales.
El 17 de diciembre de 1991 juró como Ministro de Agricultura, cargo que ejerció hasta su renuncia el 5 de abril de 1992, debido al Autogolpe de Estado.
| Predecesor: Enrique Rossl Link   | Ministro de Agricultura del Perú 17 de diciembre de 1992-5 de abril de 1992 | Sucesor: Absalón Vásquez  |
| Predecesor: Germán Alarco Tosoni | Viceministro de Economía del Perú setiembre de 1990-setiembre de 1991       | Sucesor: Rosario Almenara |